# ألان ويبستر
ألان ويبستر (بالإنجليزية: Alan Webster) هو مجدف نيوزيلندي، ولد في 18 أغسطس 1941 في Te Puke ‏ في نيوزيلندا.

## وصلات خارجية
- ألان ويبستر على موقع الاتحاد الدولي للتجديف (الإنجليزية)
- ألان ويبستر على موقع اللجنة الأولمبية الدولية (الإنجليزية)
- ألان ويبستر على موقع أوليمبيديا (الإنجليزية)
- ألان ويبستر على موقع اللجنة الأولمبية النيوزيلندية (الإنجليزية)